# ووکس اینترنشنال
ووکس اینترنشنال (انگلیسی: Voxx International) شرکت الکترونیک آمریکایی است، که در سال ۱۹۶۰ تأسیس شد.